# George Hill
George Jesse Hill, Jr. (Indianápolis, Indiana, 4 de mayo de 1986) es un jugador de baloncesto estadounidense que se encuentra sin equipo. Mide 1,93 metros de altura y juega en la posición de base.

## Trayectoria deportiva

### Universidad
Tras promediar 36,2 puntos en su último año de high school, la sexta mejor marca de todos los tiempos del estado de Indiana, jugó durante 4 temporadas con los Jaguars de la Indiana University-Purdue University Indianapolis (IUPUI), a pesar de haber recibido ofertas para jugar en universidades de más renombre, como Florida, Temple o Indiana, ya que quería estar cerca de su abuelo enfermo, Gilbert Edison. A pesar de que falleció antes de verle jugar ni un solo encuentro, mantuvo su palabra de jugar con los Jaguars.
En su primera temporada promedió 10,7 puntos, 4,5 rebotes y 2,2 asistencias por partido, logrando anotar más de 10 puntos en 15 partidos. Al año siguiente lideró al equipo con 18,9 puntos, 6,0 rebotes y 3,6 asistencias, logrando anotar más de 20 puntos en 17 ocasiones.  Su récord de la temporada lo consiguió ante Urbana, anotando 32 puntos, a los que añadió 15 rebotes. Consiguió a lo largo de la temporada 4 dobles-dobles. Fue elegido en el mejor quiteto de la Summit League.
Al año siguiente solamente pudo disputar 5 partidos, debido a que se rompió una pierna en el segundo partido de la temporada ante Kent State. Ya en la que sería su última temporada fue elegido como el mejor jugador de la conferencia, incluido en el mejor quinteto y recibiendo una mención honorífica All-American. Lideró su conferencia en anotación, promediando 21,5 puntos por partido, decimosexto en todo el país. Anotó más de 10 puntos en todos sus 32 partidos, logrando 9 dobles-dobles. Su récord de anotación lo logró ante UMKC, consiguiendo 34 puntos.
En el total de su trayectopria universitaria promedió 17,0 puntos, 5,8 rebotes, 3,3 asistencias y 1,63 robos de balón.

#### Estadísticas
| Año     | Equipo | PJ | PT | MPP  | %TC  | %3P  | %TL  | RPP | APP | ROB | TPP | PPP  |
| ------- | ------ | -- | -- | ---- | ---- | ---- | ---- | --- | --- | --- | --- | ---- |
| 2004–05 | IUPUI  | 29 | 21 | 28.4 | 52.3 | 41.2 | 70.9 | 4.5 | 2.2 | 1.4 | .2  | 10.7 |
| 2005–06 | IUPUI  | 29 | 29 | 35.1 | 51.8 | 32.0 | 79.8 | 6.0 | 3.6 | 1.7 | .3  | 18.9 |
| 2006–07 | IUPUI  | 5  | 5  | 28.4 | 50.9 | 30.8 | 65.2 | 5.4 | 2.0 | 1.6 | .0  | 14.6 |
| 2007–08 | IUPUI  | 32 | 32 | 36.8 | 54.5 | 45.0 | 81.2 | 6.8 | 4.3 | 1.8 | .4  | 21.5 |
| Total   | Total  | 95 | 87 | 33.3 | 52.9 | 40.4 | 78.5 | 5.8 | 3.3 | 1.6 | 0.3 | 17.0 |

### Profesional

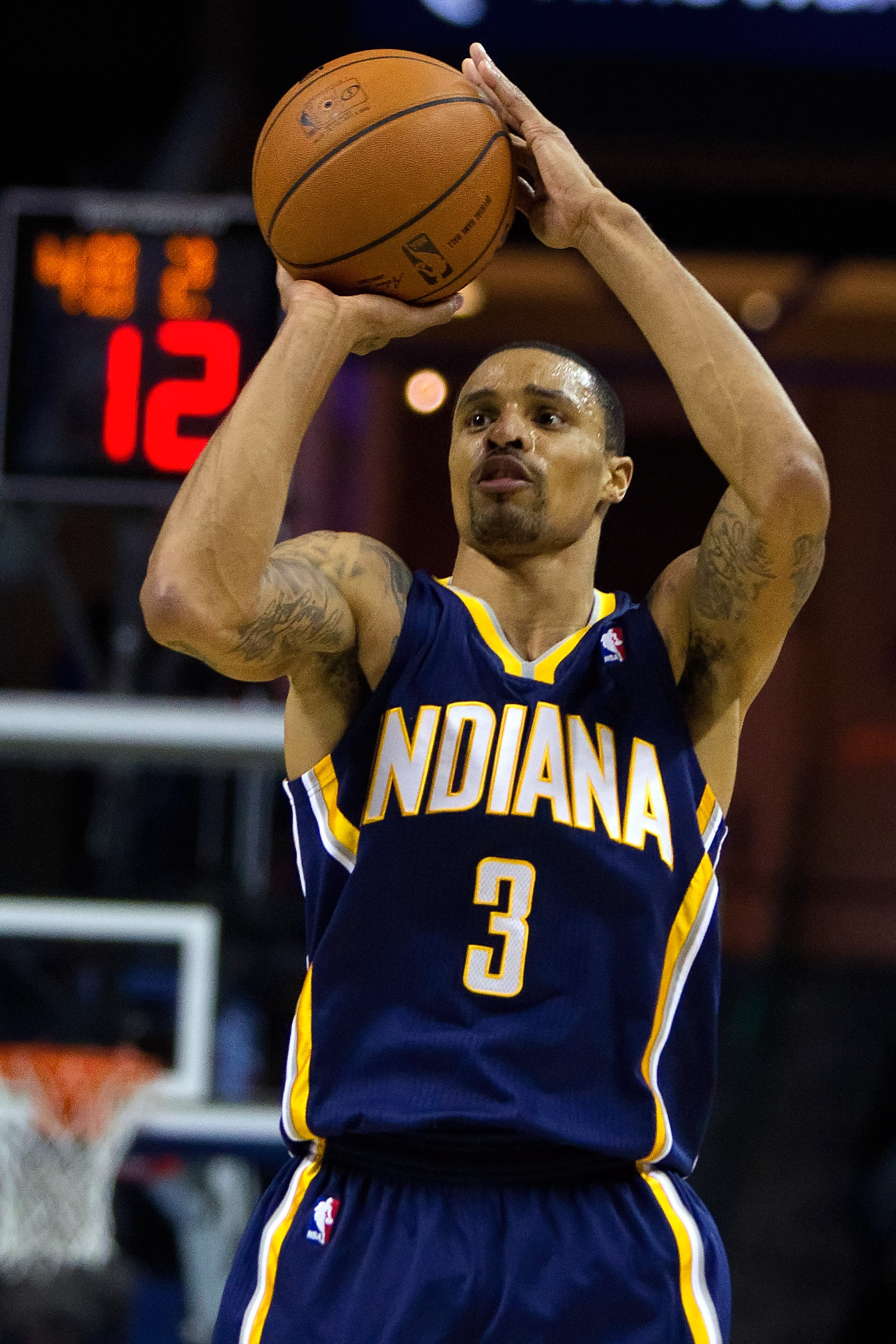
Hill con los Pacers en 2014.

Fue elegido en la vigésimo sexta posición del Draft de la NBA de 2008 por San Antonio Spurs. Durante el verano participó en la NBA Summer League de Las Vegas, donde promedió 8 puntos, 7 rebotes y 3 asistencias en 31,8 minutos de juego, en los tres partidos que disputó. También participó en la Rocky Mountain Revue, donde fue el máximo anotador de su equipo, promediando 12,8 puntos por partido.
El 24 de septiembre de 2008 firma finalmente contrato con los Spurs, siendo el último jugador de la primera ronda del draft en hacerlo.
El 23 de junio de 2011 fue traspasado a Indiana Pacers.
El 7 de julio de 2016 fue traspasado a Utah Jazz en una operación a tres bandas en la que estuvo involucrado también el equipo de los Atlanta Hawks.
El 8 de febrero de 2018 fue traspasado a Cleveland Cavaliers, en un acuerdo entre tres equipos en el que estuvieron involucrados además los Kings y Utah Jazz.
El 7 de diciembre de 2018 fue traspasado a Milwaukee Bucks en un acuerdo entre tres equipos que involucró a cinco jugadores.
Tras año y medio en Milwaukee, el 17 de noviembre de 2020 es traspasado, junto a Eric Bledsoe, a New Orleans Pelicans a cambio de Jrue Holiday. Pero el 24 de noviembre es enviado a Oklahoma City Thunder en un traspaso entre cuatro equipos. El 25 de marzo de 2021, es de nuevo traspasado, esta vez a Philadelphia 76ers en un acuerdo entre tres equipos.
El 4 de agosto de 2021, firma como agente libre con Milwaukee Bucks por 2 años y $8 millones.
El 9 de febrero de 2023 es traspasado a Indiana Pacers.

## Estadísticas de su carrera en la NBA
|  | Líder de la liga |

### Temporada regular
| Año     | Equipo        | PJ  | PT  | MPP  | %TC  | %3P  | %TL  | RPP | APP | ROB | TPP | PPP  |
| ------- | ------------- | --- | --- | ---- | ---- | ---- | ---- | --- | --- | --- | --- | ---- |
| 2008-09 | San Antonio   | 77  | 7   | 16.5 | .403 | .329 | .781 | 2.1 | 1.8 | .6  | .3  | 5.7  |
| 2009-10 | San Antonio   | 78  | 43  | 29.2 | .478 | .399 | .772 | 2.6 | 2.9 | .9  | .3  | 12.4 |
| 2010-11 | San Antonio   | 76  | 5   | 28.3 | .453 | .377 | .863 | 2.6 | 2.5 | .9  | .3  | 11.6 |
| 2011-12 | Indiana       | 50  | 9   | 25.5 | .442 | .367 | .778 | 3.0 | 2.9 | .8  | .3  | 9.6  |
| 2012-13 | Indiana       | 76  | 76  | 34.5 | .443 | .368 | .817 | 3.7 | 4.7 | 1.1 | .3  | 14.2 |
| 2013-14 | Indiana       | 76  | 76  | 32.0 | .442 | .365 | .807 | 3.7 | 3.5 | 1.0 | .3  | 10.3 |
| 2014-15 | Indiana       | 43  | 36  | 29.5 | .477 | .358 | .790 | 4.2 | 5.1 | 1.0 | .3  | 16.1 |
| 2015-16 | Indiana       | 74  | 73  | 34.1 | .441 | .406 | .760 | 4.0 | 3.5 | 1.1 | .2  | 12.1 |
| 2016-17 | Utah          | 49  | 49  | 31.5 | .477 | .403 | .801 | 3.4 | 4.2 | 1.0 | .2  | 16.9 |
| 2017-18 | Sacramento    | 43  | 36  | 26.6 | .469 | .453 | .778 | 2.7 | 2.8 | .9  | .3  | 10.3 |
| 2017-18 | Cleveland     | 24  | 24  | 27.9 | .444 | .351 | .805 | 2.7 | 2.8 | .9  | .6  | 9.4  |
| 2018-19 | Cleveland     | 13  | 13  | 26.5 | .514 | .464 | .850 | 2.1 | 2.8 | .9  | .1  | 10.8 |
| 2018-19 | Milwaukee     | 47  | 0   | 20.4 | .428 | .280 | .815 | 2.6 | 2.1 | .9  | .1  | 6.8  |
| 2019-20 | Milwaukee     | 59  | 2   | 21.5 | .516 | .460 | .842 | 3.0 | 3.1 | .8  | .1  | 9.4  |
| 2020-21 | Oklahoma City | 14  | 14  | 26.4 | .508 | .386 | .840 | 2.1 | 3.1 | .9  | .1  | 11.8 |
| 2020-21 | Philadelphia  | 16  | 3   | 18.9 | .442 | .391 | .760 | 2.0 | 1.9 | .7  | .2  | 6.0  |
| 2021-22 | Milwaukee     | 54  | 17  | 23.2 | .429 | .306 | .919 | 2.9 | 2.2 | .8  | .1  | 6.2  |
| 2022-23 | Milwaukee     | 35  | 0   | 19.1 | .447 | .311 | .739 | 1.9 | 2.5 | .5  | .1  | 5.0  |
| 2022-23 | Indiana       | 11  | 1   | 15.1 | .559 | .524 | .889 | 1.6 | 1.9 | .6  | .3  | 5.2  |
| Total   | Total         | 915 | 484 | 26.8 | .457 | .380 | .806 | 3.0 | 3.1 | .9  | .3  | 10.4 |

### Playoffs
| Año   | Equipo       | PJ  | PT | MPP  | %TC  | %3P  | %TL   | RPP | APP | ROB | TPP | PPP  |
| ----- | ------------ | --- | -- | ---- | ---- | ---- | ----- | --- | --- | --- | --- | ---- |
| 2009  | San Antonio  | 4   | 0  | 19.0 | .333 | .375 | .857  | 2.0 | .5  | .5  | .3  | 5.8  |
| 2010  | San Antonio  | 10  | 8  | 34.4 | .451 | .379 | .838  | 3.1 | .7  | 1.0 | .2  | 13.4 |
| 2011  | San Antonio  | 6   | 1  | 31.5 | .400 | .267 | .867  | 5.0 | 2.3 | 1.5 | .3  | 11.7 |
| 2012  | Indiana      | 11  | 11 | 31.5 | .448 | .375 | .848  | 2.3 | 2.9 | 1.2 | .3  | 13.5 |
| 2013  | Indiana      | 18  | 18 | 38.1 | .401 | .358 | .829  | 3.7 | 4.3 | 1.2 | .2  | 14.6 |
| 2014  | Indiana      | 19  | 19 | 36.2 | .449 | .378 | .741  | 3.6 | 3.0 | 1.2 | .2  | 12.3 |
| 2016  | Indiana      | 7   | 7  | 33.6 | .561 | .481 | .818  | 2.7 | 2.1 | .9  | .1  | 13.6 |
| 2017  | Utah         | 8   | 8  | 35.1 | .469 | .387 | .724  | 4.1 | 3.6 | .3  | .1  | 15.6 |
| 2018  | Cleveland    | 19  | 18 | 29.3 | .450 | .314 | .774  | 2.2 | 2.2 | .5  | .4  | 9.2  |
| 2019  | Milwaukee    | 15  | 0  | 26.3 | .534 | .417 | .818  | 3.5 | 2.8 | .9  | .3  | 11.5 |
| 2021  | Philadelphia | 12  | 0  | 17.1 | .442 | .421 | .769  | 1.3 | 1.5 | .7  | .3  | 4.7  |
| 2022  | Milwaukee    | 5   | 0  | 15.3 | .200 | .500 | 1.000 | 1.2 | .6  | .0  | .0  | 1.0  |
| Total | Total        | 144 | 91 | 30.2 | .452 | .372 | .802  | 3.0 | 2.6 | .9  | .2  | 11.1 |